# The Self-Destruct Button (Grey's Anatomy)
The Self-Destruct Button (Botón de auto destrucción en Chile, El botón de autodestrucción  en España y Moments de vérité en Francia) es el séptimo episodio de la primera temporada de Grey's Anatomy, emitido por primera vez el 8 de mayo de 2005.

## Sinopsis
Derek y Meredith intentan sin éxito ser discretos, pues sus compañeros comienzan a sospechar de la relación existente entre ambos, sin embargo, pasan la noche juntos en la casa de Grey, confirmando los rumores. Miranda, que ya sabía de esto, insiste en decirle a Meredith que sus actos le pueden perjudicar. George delata a un anestesiólogo ante Shepherd con el argumento de que consume alcohol durante el trabajo; Shepherd no le cree y retira a O'Malley del pabellón, sin embargo, la niña de dos años que iba a operar despierta y el anestesiólogo se duerme. Mientras, Meredith debe encargarse de una joven de 17 años que se había sometido a un bypass gástrico de manera ilegal, en México, para agradar más a su madre, aun cuando no necesitaba ser más delgada de lo que era antes de la operación.
Alex tiene el caso de un chico, antiguo estudiante suyo, que encuentra placer en la automutilación; Izzie, de un paciente que no desea dejar ir a su novia; y Cristina se siente enferma, pues tiene gripe, no obstante, al realizarse una prueba de embarazo, resulta positiva.

## Música
- Wish I, de Jem.
- Downtown, de Tegan and Sara.
- Suitcase, de Joe Purdy.
- Hummingbird, de Wilco.

## Título
El nombre del episodio proviene de la canción homónima de Dana Monteith.